# USS LST-511
O USS LST-511 foi um navio de guerra norte-americano da classe LST que operou durante a Segunda Guerra Mundial.